# Massarioramusculicola
Massarioramusculicola is een monotypisch geslacht van schimmels uit de familie Massariaceae. Het bevat alleen Massarioramusculicola chiangraiensis.